# Philippe Mariotti

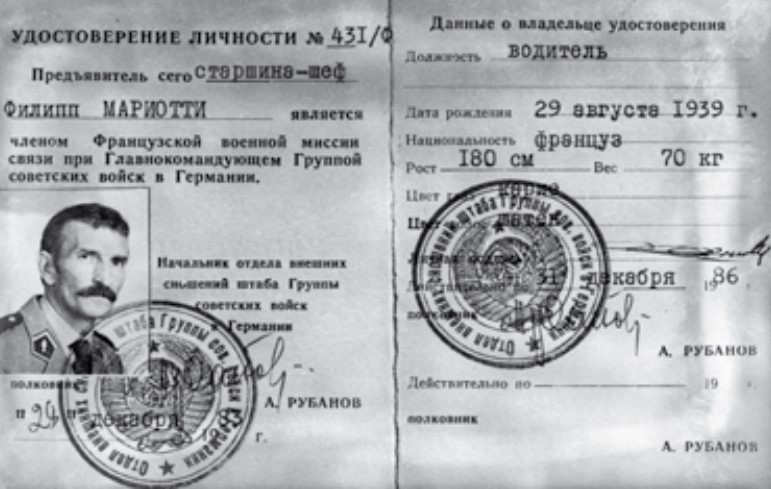
Sowjetische Akkreditierungskarte von Philippe Mariotti

Philippe Jean Claude Mariotti (* 29. August 1939 in Cherbourg ; † 22. März 1984 in Halle (Saale)) war Adjudant-chef der französischen Militärverbindungsmission. Er wurde bei einer Blockierungsmaßnahme von Angehörigen des Ministeriums für Staatssicherheit (MfS) und der 11. motorisierten Schützendivision der NVA getötet.

## Militärische Laufbahn
Mariotti meldete sich als Freiwilliger 1958 zur Arme blindée et cavalerie und war bis 1961 in Algerien eingesetzt. Dann wurde er nach Westdeutschland zu den Forces françaises en Allemagne versetzt. Mariotti diente zunächst in Friedrichshafen und später bis 1975 in Tübingen beim 5e régiment de dragons. Daraufhin wurde er für zwei Jahre im 89° Bataillon des Services eingesetzt und wechselte zum 1. August 1982 zur Mission militaire française de liaison (MMFL).

## Todesumstände
Mariotti war am 22. März 1984 als Fahrer der Mission Militaire Francaise de Liaison zusammen mit einem weiteren Adjudant-chef, Jean-Marie Blancheton, und dem Touroffizier Capitaine Jean-Paul Staub in einem Mercedes-Benz 280 E (véhicule de grande liaison (VGL) n°32) auf Aufklärungsfahrt, um die Gemeinsame Truppenübung „JUG 84“ der 11. motorisierten Schützendivision mit polnischen und sowjetischen Streitkräften zu beobachten. Nach Einsatzbefehl des MfS vom 19. März 1984 und einem daraufhin im Vorfeld detailliert ausgearbeiteten Plan sollte das Missionsfahrzeug durch MfS- und NVA-Angehörige blockiert werden.
Gegen 11:00 Uhr wurde versucht, das Missionsfahrzeug nahe der damaligen Otto-Brosowski-Kaserne in der Nordstraße durch einen mit Angehörigen des MfS und der NVA besetzten Ural-375 mit Werkstattanhänger zu blockieren. Um der Blockierung zu entgehen, versuchte Mariotti dem LKW seitlich auszuweichen. Die eingeleitete Vollbremsung war erfolglos, das Missionsfahrzeug wurde in der Nordstraße von einem weiteren Ural-375, der seitlich aus der Dölauer Straße kam, gerammt und rutschte unter die Stoßstange des Blockierungsfahrzeuges. Mariotti starb sofort, Capitaine Jean-Paul Staub wurde schwer verletzt in ein Krankenhaus nach Halle gebracht. Der leicht verletzte Adjudant-chef Blancheton verweigerte sich der Behandlung in einem Krankenhaus. Die Tourausrüstung wie Filme, Karten, Tonbandgerät, Kompass sowie Tankgutscheine wurden teilweise entwendet. Mariotti wurde durch die Feuerwehr nach etwa einer Stunde aus dem Fahrzeug geborgen. Am Abend des 22. März gegen 18:30 trafen aus West-Berlin französische Militärangehörige mit zwei Missionswagen, zwei Krankenwagen und mit einem französischen Arzt ein, um Mariotti und die beiden Verletzten zu übernehmen. Im Unfallbericht des Volkspolizei-Kreisamtes Halle wurde vermerkt, dass Mariotti eine Sperrzone befahren, sich nicht an die Straßenverkehrsordnung gehalten habe und die beiden NVA-LKW nicht in der Lage gewesen seien, dem französischen Missionsfahrzeug auszuweichen.

### Folgen
Neun Beteiligte auf Seiten des MfS und NVA erhielten noch im März 1984 eine Auszeichnung, verbunden mit einer Prämie in Höhe von 1000 DDR-Mark. Die tödliche Blockade wurde Gegenstand eines schriftlichen Protests des französischen Botschafters bei seinem sowjetischen Amtskollegen in der DDR. Der Stellvertreter des Ministers für Staatssicherheit Generalleutnant Gerhard Neiber setzte eine Untersuchungskommission ein, die zu der Einschätzung kam, dass Maßnahmen gegen die Militärverbindungsmission zukünftig qualifizierter vorzubereiten und Auswirkungen wie in Halle zu vermeiden seien. Um keine ernsten Probleme für sowjetische Militärverbindungsmissionen in der Bundesrepublik zu provozieren, sollten künftig Störmaßnahmen statt Blockaden angewandt werden.

## Auszeichnungen
- 11. Mai 1984 Chevalier de la Légion d’Honneur (Ritter der Ehrenlegion), posthum[7]
- Médaille militaire
- Croix de la Valeur militaire mit  bronzenem Stern
- Croix du Combattant
- Médaille Commémorative des Opérations de Sécurité en A.F.N.

## Gedenken

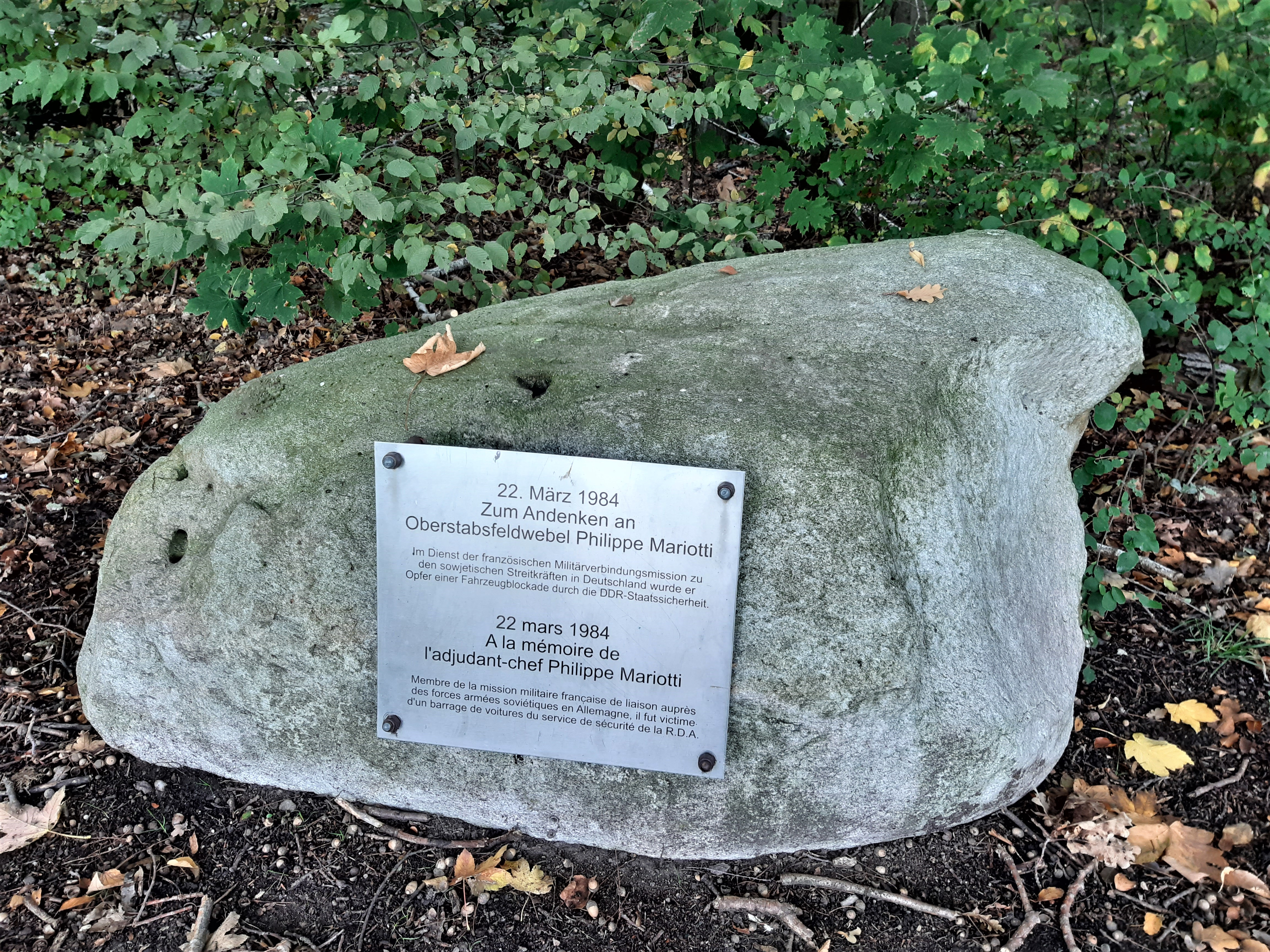
Gedenkstein in der Dölauer Heide

Etwa vier Wochen nach dem Tod Mariottis, am 20. April 1984, führten Angehörige der Mission Militaire Française de Liaison unter Anwesenheit des sowjetischen Kommandanten der Kommandantur Halle am Unfallort eine Gedenkzeremonie durch, bei der ein Kreuz errichtet und ein Kranz sowie Blumen niedergelegt wurden. Nach der Zeremonie wurden die Blumen und der Kranz sowie das Kreuz durch Angehörige des MfS entfernt.
Zum Andenken an Phillippe Mariotti wurde am 20. Jahrestag des Unglücks am 21. März 2004 im Beisein von Général de brigade a. D. Jean Paul Huet, dem damaligen Chef der französischen Mission, am Unfallort an der Kreuzung Brandbergweg und Nordstraße in Halle das Mariotti-Denkmal enthüllt.
Der 145. Abschlussjahrgang der Unteroffiziersschule École nationale des sous-officiers d’active (ENSOA) trägt den Namen Phillippe Mariottis.